# سايوزان مارغريان
سايوزان مارغريان (أرمني: Սյուզան Մարգարյան ؛ من مواليد 6 أكتوبر 1961)، هي مغنية أرمنية. في عام 2003، حصلت مارغريان على لقب فنانة شرف في أرمينيا. 